# Stare Into Death and Be Still
Stare Into Death and Be Still è il sesto album in studio del gruppo musicale Ulcerate, pubblicato il 2020.

## Tracce
Testi di Paul Kelland, musiche di Michael Hoggard and Jamie Saint Merat.
1. The Lifeless Advance – 7:01
2. Exhale the Ash – 6:19
3. Stare into Death and Be Still – 8:24
4. There is No Horizon – 7:02
5. Inversion – 7:05
6. Visceral Ends – 5:40
7. Drawn into the Next Void – 8:37
8. Dissolved Orders – 8:15

## Formazione
- Paul Kelland - voce, basso
- Michael Hoggard - chitarra
- Jamie Saint Merat - batteria